# Jean-Louis de Bussy-Rabutin
Jean-Louis de Rabutin, comte de Bussy (dt. Johann Ludwig von Rabutin-Bussy) (* 1642 in Paris; † 16. November 1717 in Wien) war ein französischstämmiger Offizier in kaiserlichen Diensten.

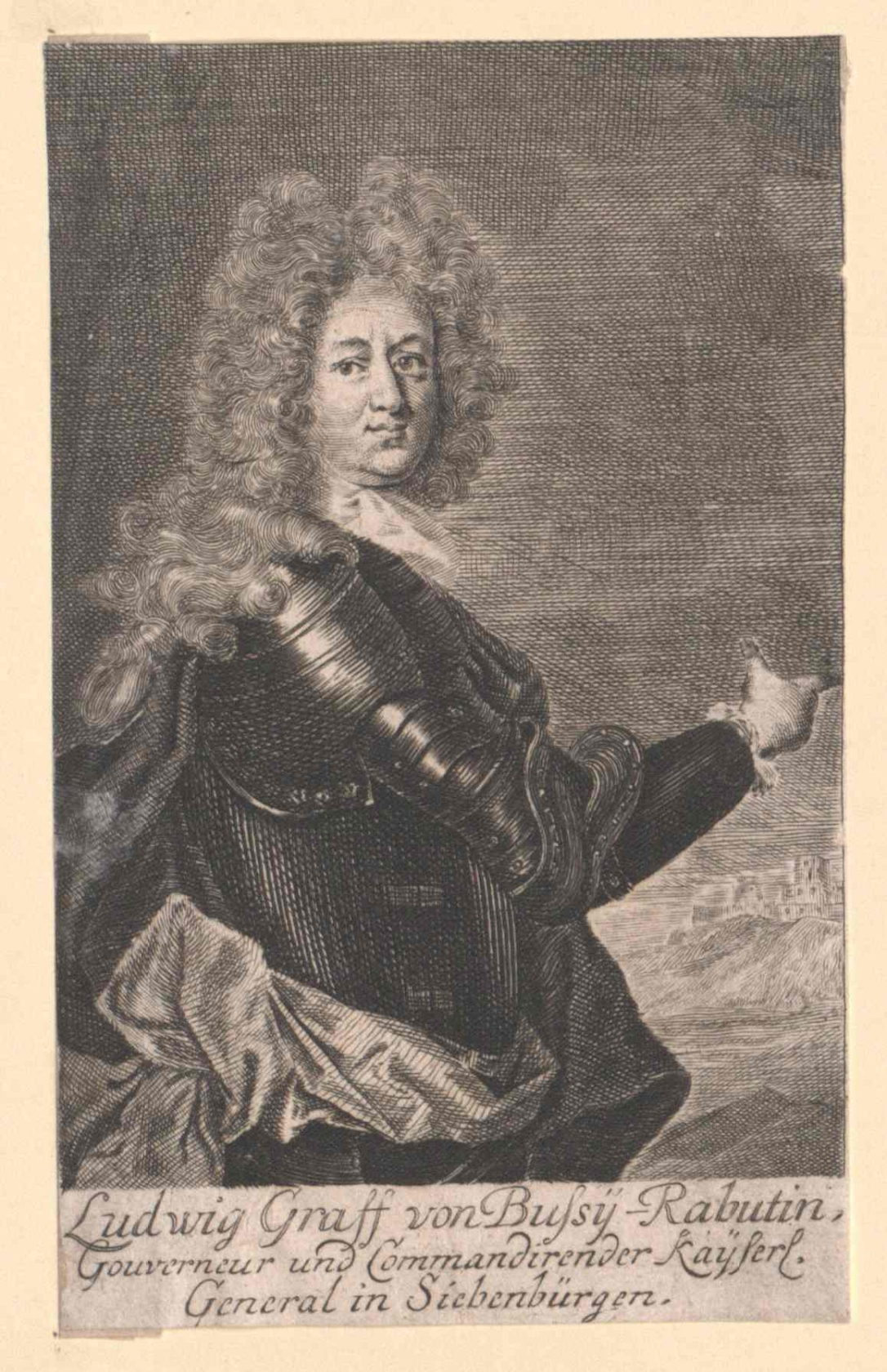
Jean-Louis de Rabutin, comte de Bussy

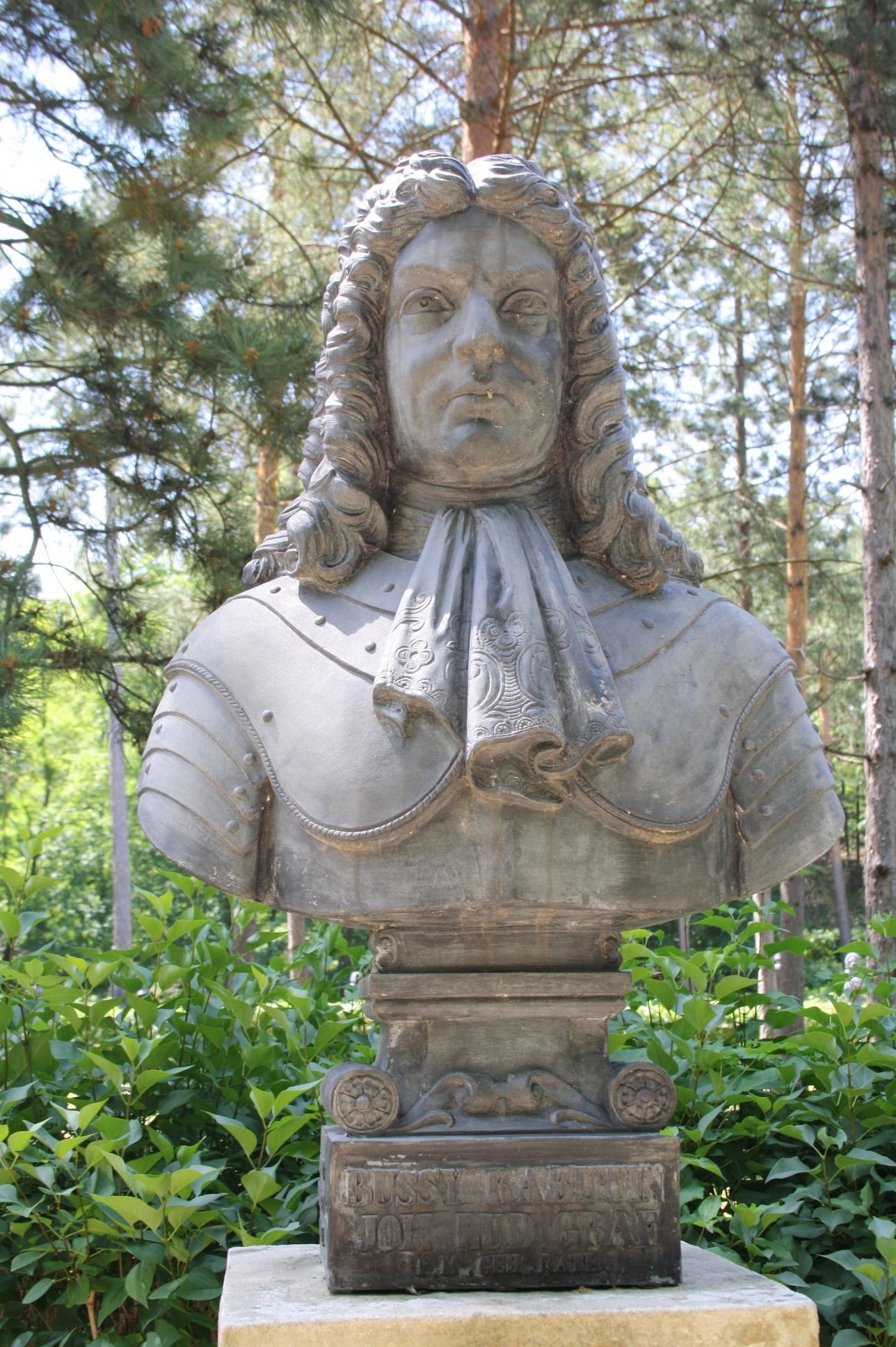
Büste von 1849 in der Gedenkstätte Heldenberg

## Familie
Er stammte aus einer alten burgundischen Adelsfamilie und war ein Sohn des französischen Militärs und Schriftstellers Roger de Bussy-Rabutin und seiner Gattin Gabrielle de Toulongeon. Bischof Michel-Celse-Roger de Bussy-Rabutin war sein Halbbruder. Er selbst heiratete 1682 Prinzessin Dorothea Elisabeth von Holstein-Sonderburg-Wiesenburg, Tochter von Herzog Philipp Ludwig. Aus der Ehe ging der Sohn Amadeus hervor, der später General und Gesandter wurde.

## Leben
De Rabutin trat in den Militärdienst Karl von Lothringens ein und wechselte kurz vor der zweiten Belagerung Wiens in kaiserliche Dienste über. Er diente als Oberstleutnant bei einem Dragonerregiment, das während der  Wiener Belagerung Wiener Neustadt besetzte. Von dort aus bedrohte es streifende osmanische Truppenteile.
Er kämpfte während des großen Türkenkrieges bei Ofen und Neuhäusel. Vom Oberkommandierenden Kurfürst Max Emanuel von Bayern wurde er 1686 zum Obrist (Oberst) befördert und erhielt das Kommando über ein Regiment übertragen. Im selben Jahr wurde er noch Generalwachtmeister. Er zeichnete sich in weiteren Schlachten aus. Bei Belgrad wurde er 1688 durch einen Brustschuss schwer verwundet.
Später diente er am Rhein, ohne sich besonders hervorzutun. Im Jahr 1691 diente er in Italien unter Eugen von Savoyen. Dieser war im Rahmen des Pfälzischer Erbfolgekrieges zur Unterstützung des Herzogs Viktor Amadeus nach Savoyen geschickt worden. 1692 wollte man durch die savoyischen Grenzpässe gegen die Dauphiné vorrücken. Rabutin führte er die Avantgarde an und wurde noch im  selben Jahr zum Feldmarschallleutnant befördert. Guillestre, Barcelonnette und Embrun wurden erobert. Rabutin führte das Kommando bei der Eroberung des von starken spanischen Kräften verteidigten Guillestre.
Embrun ergab sich nach 14-tägiger Belagerung, wobei Eugen aber verwundet wurde. Er wollte mit der Armee nun gegen Grenoble vorgehen. Aber der Feldmarschall Caprara überzeugte den schwankenden Herzog vom Rückzug. Beim Abzug der Armee kommandierte Rabutin die Nachhut.
Im Jahr 1693 eroberte er das Fort St. Brigitte zur Vorbereitung der Belagerung von Pignerol durch Herzog Viktor Amadeus. Bei der durch den Herzog mitverschuldeten Niederlage von Orbessan zeichnete sich de Rabutin erneut aus. Im Jahr 1694 und im folgenden Jahr wurde er mit diplomatischen Aufträgen nach Mailand und Wien entsandt. In Wien lernte er Kaiser Leopold I. näher kennen.
Der Kaiser beförderte ihn zum General der Kavallerie und übertrug ihm das Kommando in Siebenbürgen. Kurz nachdem er die ersten Maßnahmen dort getroffen hatte, erhielt er vom Oberkommandierenden in Ungarn Kurfürst Friedrich August von Sachsen den Befehl, gegen Temesvar vorzurücken. Er nahm 1696 an der verlorenen Schlacht von Olasch teil. Ihm gelang es, dabei einen Großteil seiner Truppen zu retten und nach Siebenbürgen zurückzuführen. Ein Jahr später marschierte er zur Unterstützung von Eugen von Savoyen nach Ungarn, wo es ihm gelang, die  Osmanen zu täuschen und seine Truppen mit denen Eugens zu vereinigen. Beim Kriegsrat vor der Schlacht bei Zenta war er einer der wenigen, die Eugens Plan, den verschanzten Gegner anzugreifen, bevor dieser die Theiß überschritten hatte, befürwortete. Bei der Schlacht befehligte er den linken Flügel. Nach der Schlacht marschierte er nach Temesvar, nahm Uf-Palanka ein und kehrte nach Siebenbürgen zurück. Er schlug einen Aufstand in Hermannstadt nieder und verhinderte einen Einfall der Tataren.
Der Friede von Karlowitz 1699 beendete zwar den großen Türkenkrieg, aber in Siebenbürgen gärte es weiterhin. Durch den Kuruzenkrieg seit 1703 wurden die Unruhen weiter angeheizt und Rabutin konnte nicht verhindern, dass die Stände Franz II. Rákóczi zum Fürsten wählten. Er musste das befestigte Klausenburg 1704 aufgeben und zog nach Hermannstadt. Dort wurden zahlreiche Aufständische getötet, andere mussten fliehen. Er ließ die Anführer der Aufständischen gefangen nehmen und den Kanzler von Siebenbürgen hinrichten. De Rabutin ließ die Güter der führenden Aufständischen  einziehen und nutzte die Erlöse zur Entlohnung seiner Truppen. Auch bei den folgenden Kämpfen war er erfolgreich, geriet jedoch dann durch die   Übermacht seiner Gegner in die Defensive.  Die wichtigsten Städte befanden sich mittlerweile in der Hand der Aufständischen und der mögliche Rückzug in die Walachei war abgeschnitten. Der neue Kaiser Joseph I. hat de Rabutin zwar im Zuge seiner Thronbesteigung zum Feldmarschall ernannt und Hilfe versprochen. Diese blieb aber zunächst aus.
Rabutin musste mit nur noch 1300 Mann Hermannstadt verlassen und sich nach Karlsburg zurückziehen, wo er mit den Truppen des Feldmarschalls Ludwig von Herbeville zusammentraf. Dadurch änderte sich die Lage und die Kaiserlichen konnten wieder die Initiative ergreifen.  Rabutin und Herbeville riefen den Landtag ein, um den Adel dem Kaiser huldigen zu lassen. Danach wurde de Rabutin zur Bekämpfung des Aufstandes nach Ungarn kommandiert. Dieser Feldzug verlief allerdings ohne Erfolg, da die Aufständischen eine Schlacht vermieden. Rabutin zog sich dann in die Steiermark zurück. Inzwischen war Siebenbürgen fast verloren gegangen. Auch durch Intrigen am Hofe verlor er sein Oberkommando in Siebenbürgen. Er wurde stattdessen zum Mitglied im Staatsrat ernannt. Er protestierte und bat erneut nach Siebenbürgen gesandt zu werden. Im Jahr 1708 wurde dem stattgegeben und ihm gelang es mit Hilfe von Feldmarschall Georg Friedrich von Kriechbaum weitgehend die Aufstände niederzuschlagen. Er kehrte nach Wien zurück und bat nun um seine Entlassung. Im Jahr 1712 wurde er zum geheimen Rat ernannt.